# Pardosa tristicella
Pardosa tristicella este o specie de păianjeni din genul Pardosa, familia Lycosidae. A fost descrisă pentru prima dată de Roewer, 1951.
Este endemică în Columbia. Conform Catalogue of Life specia Pardosa tristicella nu are subspecii cunoscute.